# مهدی نوروزیان
مهدی نوروزیان کارگردان بریتانیایی ایرانی‌تبار است. وی فیلم‌های لئو (۲۰۰۲) و کشتن جو (۱۹۹۹) را کارگردانی کرده‌است. نوروزیان در دههٔ ۱۹۸۰ میلادی، در کالج سلطنتی هنر لندن، فیلم و سینما خوانده‌است و مدتی دستیار فیلمساز بود. از همان زمان، ساختن فیلم کوتاه را شروع کرد.
نوروزیان برای شرکت‌های مختلفی آگهی تبلیغاتی کارگردانی کرده‌است.